# Askey–Wilson-polynomen
Askey–Wilson-polynomen, introducerade av Richard Askey och James A. Wilson, är en serie ortogonala polynom och är en q-analogi av Wilsonpolynomen. De definieras som:
{\displaystyle p_{n}(x;a,b,c,d|q)=(ab,ac,ad;q)_{n}a^{-n}\;_{4}\phi _{3}\left[{\begin{matrix}q^{-n}&abcdq^{n-1}&ae^{i\theta }&ae^{-i\theta }\\ab&ac&ad\end{matrix}};q,q\right]}
där x = cos(θ) och (,,,)n är q-Pochhammersymbolen.